# Ulf Hoffmann (gymnast)
Ulf Hoffmann född den 8 september 1961 i Neustrelitz, Tyskland, är en östtysk gymnast.
Han tog OS-silver i lagmångkampen i samband med de olympiska gymnastiktävlingarna 1988 i Seoul.